# دينيس أورورك
دينيس أورورك (بالإنجليزية: Denis O'Rourke)‏ هو محامي وسياسي نيوزلندي، ولد في 26 يوليو 1946 في كرايستشرش في نيوزيلندا. حزبياً، نشط في نيوزيلندا أولا (حزب سياسي) وحزب العمال النيوزيلندي. وقد انتخب عضو مجلس النواب النيوزيلندي.